# Mackenzie, Brisbane
Mackenzie är en del av en befolkad plats i Australien. Den ligger i kommunen Brisbane och delstaten Queensland, omkring 12 kilometer sydost om delstatshuvudstaden Brisbane. Antalet invånare är 1 844.
Runt Mackenzie är det ganska tätbefolkat, med 72 invånare per kvadratkilometer.. Närmaste större samhälle är Brisbane, omkring 12 kilometer nordväst om Mackenzie. 
Runt Mackenzie är det i huvudsak tätbebyggt. Genomsnittlig årsnederbörd är 1 424 millimeter. Den regnigaste månaden är januari, med i genomsnitt 275 mm nederbörd, och den torraste är oktober, med 21 mm nederbörd.